# Sorrento Calcio
Sorrento Calcio är en fotbollsklubb från Sorrento i Italien. Laget spelar för närvarande i Lega Pro Prima Divisione.

## Historia
Sorrento Calcio bildades 1945 och kom att tillbringa större delen av sina tidiga år i lägre lokala serier. 1971 vann man sin serie i dåvarande Serie C och flyttades för första gången upp i Serie B. Sejouren blev dock bara en säsong lång och 1971/1972 är fortfarande klubbens enda säsong i Serie B.
Klubben tillbringade resterande del av 1970-talet och i stortsett hela 1980-talet i Serie C innan man åter sjönk i seriesystemet. Efter att ett drygt decennium i olika lokalserier tog man sig åter upp i Serie C2 2006. Laget vann året efter, 2007, sin andra raka uppflyttning, nu till Serie C1. 2010/2011 var man, ledda av den brasilianske anfallaren Paulinho nära att för andra gången i klubbens historia ta steget upp i Serie B. Men efter ha slutat på andra plats i serien förlorade man i kvalet mot Hellas Verona. 
Även 2011/2012, nu med Ciro Ginestra som skyttekung, nosade man på Serie B. Säsongen inledes visserligen dåligt, men efter att tidigare spelaren Gennaro Ruotolo installerats som tränare vände trenden. Sorrento slutade på fjärde plats, men förlorade precis som året innan i kvalet. Denna gång mot Carpi.

## Meriter
- Segrare Serie C:1

1971/1972
- Segrare Serie C2:2

2006/2007
- Segrare Coppa Italia Serie C: 1

2008/2009
- Segrare Eccellenza Campania: 1

1997/1998
- Segrare Promozione Campania: 2

1967/1968, 1993/1994

## Tidigare spelare
Se Spelare i Sorrento Calcio